# Igor Jijikine

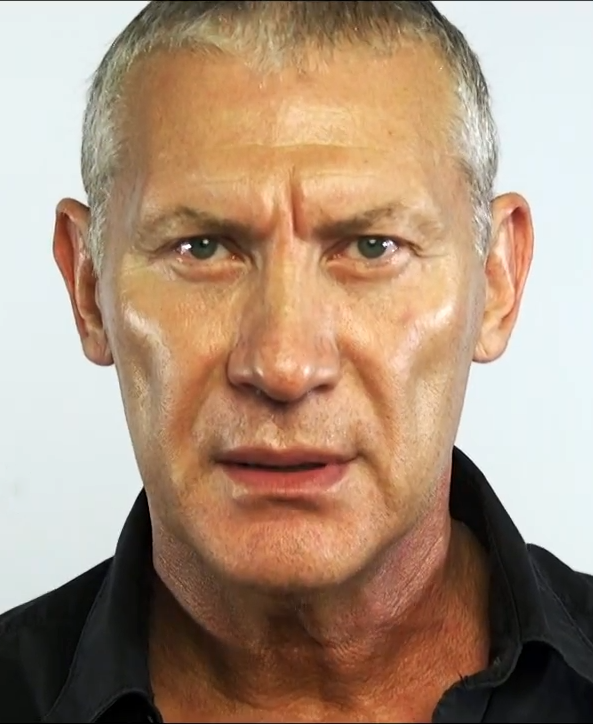
Igor Jijikine, 2018

Igor Jijikine (russisch Игорь Вита́льевич Жижикин – Igor Witaljewitsch Shishikin; * 8. Oktober 1965 in Moskau, Sowjetunion) ist ein russisch-amerikanischer Schauspieler. In dem Film Indiana Jones und das Königreich des Kristallschädels (2008) spielt er die Rolle des Colonel Dovchenko.

## Werdegang
Jijikine studierte von 1983 bis 1988 Schauspiel und Akrobatik und trat später u. a. im Moskauer Staatszirkus sowie in den USA mit dem Cirque du Soleil auf.
Seit 2000 in Hollywood tätig, hatte er 2002 sein Filmdebüt in Blood Work unter der Regie von Clint Eastwood. Danach trat er in zwei Episoden von Alias – Die Agentin auf. Neben seinen Hollywood-Engagements arbeitet Jijikine regelmäßig auch in russischen Filmproduktionen mit, z. B. in Montana von Alexander Atanesjan oder Fürst der Dämonen (Вий) unter der Regie von Oleg Steptschenko.
Weitere Fernsehrollen hatte Jijikine in den Serien General Hospital, Robbery Homicide Division und Strong Medicine: Zwei Ärztinnen wie Feuer und Eis. Im Film The Tourist aus dem Jahr 2010 spielte er einen Handlanger des russischen Gangsterbosses.
Jijikine lebt und arbeitet in Moskau und Los Angeles. Er hat russische sowie amerikanische Staatsangehörigkeit.

## Filmografie (Auswahl)
- 2002: Blood Work
- 2008: Montana
- 2008: Indiana Jones und das Königreich des Kristallschädels (Indiana Jones and the Kingdom of the Crystal Skull)
- 2009: Driven to Kill – Zur Rache verdammt (Driven to Kill)
- 2010: The Tourist
- 2012: Safe – Todsicher (Safe)
- 2014: Fürst der Dämonen (Вий)
- 2019: Hunter Killer
- 2019: Iron Mask (Taina Petschati Drakona)